# Browar Książęcy w Tychach
Browar Książęcy w Tychach — найбільше в Польщі пивоварне підприємство, розташоване в місті Тихи. Належить концерну «Kompania Piwowarska».

## Історія
Пивоварня була заснована на початку XVII ст. Вперше згадується у 1613 р. Ще одне повідомлення про пивоварню датується 1629 роком.
У ХІХ ст. броварня переживала пік виробництва.
У 1922 р. у Тихах запрацював пивоварний завод «Książęcy». Після 1926 року пиво «Książęco Tyskie» було найпопулярнішим у Польщі. Після окупації Тихів німецькими військами 3 вересня 1939 року назву пивоварні змінено на «Fürstliche Brauerei A. G. In Tichau». 27 січня 1945 року підприємство відновило роботу. 1 лютого того ж року націоналізоване.
У 1973 році розпочато експорт пива.
У 1999 році «Tyskie Browary Książęce» об'єдналася з компанією «Lech Browary Wielkopolski» в групу «Kompania Piwowarska».